# 花山院政長
花山院 政長（かさんのいん まさなが）は、室町時代後期から戦国時代にかけての公卿。花山院家16代当主。
内大臣・花山院持忠の子。15代当主・花山院定嗣の養子。官位は従一位・太政大臣。
「政」の字は室町幕府8代将軍・足利義政より偏諱を賜ったものである。

## 官職歴
初期経歴不明
- 応仁2年（1468年）以前 - 文明2年（1470年） 左近衛権中将
- 文明2年6月1日（1470年6月29日） - 文明8年3月21日（1476年4月15日） 権中納言
- 文明8年3月21日（1476年4月15日） - 文明17年3月10日（1485年3月26日） 権大納言
- 文明14年12月11日（1483年1月19日） - 文明17年8月28日（1485年10月6日） 右近衛大将
- 文明17年3月10日（1485年3月26日） - 文明18年12月（1487年1月） 内大臣
- 文明19年（1487年） - 延徳2年3月5日（1490年3月25日） 右大臣
- 明徳2年4月30日（1391年6月3日） - 明徳5年11月15日（1394年12月8日） 左大臣
- 永正15年5月28日（1518年7月5日） - 永正18年3月（1521年4月） 太政大臣

## 位階歴
- 応仁2年2月27日（1468年3月21日） - 従三位
- 文明4年4月30日（1472年6月6日） - 正三位
- 文明11年（1479年） - 従二位
- 文明17年4月2日（1485年5月15日） - 正二位
- 長享2年正月10日（1488年2月22日） - 従一位

## 系譜
- 父：花山院持忠（1405-1467）
- 母：不詳
- 養父：花山院定嗣
- 妻：不詳
  - 男子：花山院忠輔（1483-1542?）